# Грабія
Грабія(пол. Grabia) — річка в Польщі, у Пйотрковському й Лаському повітах Лодзинського воєводства. Права притока Відавки (басейн Балтійського моря).

## Опис
Довжина річки 77 км, найкоротша відстань між витоком і гирлом — 43,47 км, коефіцієнт звивистості річки — 1,78  Площа басейну водозбору 813 км².

## Розташування
Бере початок у селі Радзіанткув ґміни Воля-Кшиштопорська. Спочатку тече переважно на північний захід через Гадкі, Вдовін, Гренбошув, Кужніцу, Талар, Барич. У селі Орхув річка повертає на південний захід, тече через місто Ласьк і у Грабно впадає у річку Відавку, праву притоку Варти.
Притоки: Грабка, Палушвиця, Піхна (праві).
У селі Барич річку перетинає євврошлях Е67, S8.

## Цікаві факти
- На річці працює 8 водяних млинів.
- На лівому березі річки у Прушкуві розташований природний заказник «Прушкувські дуби».[1]